# Кугенер (Оршанский район)
Кугенер (мар. Кугэҥер) — деревня в Оршанском районе Республики Марий Эл. Входит в состав Шулкинского сельского поселения.

## География
Находится в северной части республики Марий Эл на расстоянии приблизительно 25 км по прямой на восток-северо-восток от районного центра посёлка Оршанка.

## История
Известна с 1891 года как деревня Тебеково 2-я Кадамской волости Яранского уезда с 16 дворами и 118 жителями (мари). В 1920 году в деревне (уже Кугенер) Пектубаевской волости насчитывалось 123 жителя, в 1926 в 29 дворах проживали 124 жителя. В советское время работали колхозы «Йошкарэнер», им. Жданова, «Искра», «Маяк».

## Население
Население составляло 32 человека (мари 100 %) в 2002 году, 24 в 2010.